# دينيز ناكي
دينيز ناكي (9 يوليو 1989 بدورن في ألمانيا - ) هو لاعب كرة قدم تركي وألماني في مركز الهجوم. شارك مع منتخب ألمانيا تحت 17 سنة لكرة القدم ومنتخب ألمانيا لكرة القدم تحت 18 سنة ومنتخب ألمانيا تحت 19 سنة لكرة القدم ومنتخب ألمانيا تحت 20 سنة لكرة القدم ومنتخب ألمانيا تحت 21 سنة لكرة القدم. أما مع النوادي، فقد لعب مع بادربورن 07 وباير 04 ليفركوزن وروت فايس آهلن وغنتشلربيرليغي ونادي سانت باولي وAmed S.F.K. ‏ وBayer 04 Leverkusen II ‏.

## وصلات خارجية
- دينيز ناكي على موقع الاتحاد الأوربي (الإنجليزية)
- دينيز ناكي على موقع اتحاد تركيا (لاعب) (الإنجليزية)
- دينيز ناكي على موقع قاعدة بيانات كرة القدم.إي يو (الإنجليزية)
- دينيز ناكي على موقع بيانات كرة القدم. دي إي (الألمانية)
- دينيز ناكي على موقع Soccerway.com (الإنجليزية)
- دينيز ناكي على موقع عالم كرة القدم.نت (الإنجليزية)